# Tar Island
Tar Island ist eine Insel in der Nähe der Stadt Rockport in den kanadischen Gewässern des St. Lawrence River und ein Teil der Thousand Islands, einem Süßwasser-Archipel. Die Tar-Insel liegt rund 60 Meter vom nördlichen Ufer des Flusses entfernt. Sie ist 106 Hektar groß und hat einen Umfang von 8,0 Kilometern.
Auf einer kleinen unbenannten Nebeninsel in der Nähe an der nordöstlichen Spitze der Insel Tar befindet sich ein automatischer Leuchtturm, der den Verkehr zum kanadischen Mittelkanal des St. Lawrence regelt.
Eine große Lagerstätte schwarzen Turmalins befindet sich südöstlich auf der Insel, vermischt mit weißem Quarz, cremefarbenem Feldspat und grün-gelbem Glimmer. In den Gewässern rund um Tar Island lebt der vom Aussterben bedrohte Amerikanische Aal.

## Geschichte
Tar Island war eine Siedlungsstätte der Irokesen. Laut Berichten des französischen Kapitäns Pierre Pouchot aus dem 18. Jahrhundert wurde eine Enge zwischen der Insel und der kanadischen Küste zuvor von den Irokesen als Petit Detroit bezeichnet und zur Taufe von Neulingen auf dem Fluss verwendet.
Zu den bekannten Einwohnern von Tar Island gehörten der Entomologe William Steel Creighton, der Industrielle Robert Hewitt, der Bauer Ralph Hodge (beschrieben in Thompsons Soul of the River) und der Videospieldesigner Brian Reynolds.
Landwirtschaft, einschließlich Mais-Produktion, wird auf der Insel Tar seit 1990 nicht mehr betrieben. Das Land wird heute hauptsächlich für Sommerhäuser genutzt.